# Porterdale
Porterdale es un pueblo ubicado en el condado de Newton en el estado estadounidense de Georgia. En el censo de 2000, su población era de 414 habitantes.

## Demografía
En el 2000 la renta per cápita promedia del hogar era de $23,967, y el ingreso promedio para una familia era de $30,398. El ingreso per cápita para la localidad era de $10,812. Los hombres tenían un ingreso per cápita de $28,409 contra $20,962 para las mujeres.

## Geografía
Porterdale se encuentra ubicado en las coordenadas 33°34′11″N 83°53′53″O / 33.56972, -83.89806 (33.569585, -83.897968).
Según la Oficina del Censo, la localidad tiene un área total de 2,7 km² (1 mi²), de la cual 2,7 km² (1 mi²) es tierra y 0 km² (0 mi²) (0.00%) es agua.